# نادي تشيزينا
رابطة تشيزينا لكرة القدم (بالإيطالية: Associazione Calcio Cesena)‏ هو نادي كرة قدم إيطالي، تأسس في 1940 وانحل عام 2018، و يقع في مدينة تشيزينا. يلعب في الدوري الإيطالي.